# ساسان بهنام بختيار
ساسان بهنام بختيار (بالفارسية: ساسان بھنام بختیار) هو فنان إيراني فرنسي يعيش في جنوب فرنسا. يشتهر بهنام بختيار في المقام الأول بلوحاته الزيتية التي تم يصنعها بأسلوبه الشخصي المتمثل في الكشط، وأعمال الكولاج والأفلام.

## النشأة والتعليم
وُلد ساسان بهنام بختيار في ضاحية نويي سور سين الباريسية عام 1984، في منتصف الحرب العراقية الإيرانية. والدته، فيروز بختيار بختياريها، أصلها من قبيلة بختياري القديمة في إيران. كان جده الأكبر الجنرال غلام حسين خان بختيار (سردار محتشم) وزيرًا للحرب في إيران، بينما كان جده عبد الحميد بختيار نائباً في المجلس. العديد من أقاربه الآخرين، مثل رئيس الوزراء الإيراني الراحل شبور بختيار والجنرال تيمور بختيار (اثنان من أعمامه العظام)، وكذلك الزوجة الثانية لمحمد رضا بهلوي، الملكة ثريا اسفندياري بختياري، على سبيل المثال لا الحصر، كانوا أيضًا شخصيات بارزة في عصور بهلوي وقاجار. والده من نسل الملك القاجاري أحمد شاه .
على الرغم من ولادته في باريس، فقد أمضى بهنام بختيار سنواته الأولى في طهران، وانتقل في سن التاسعة عشرة إلى دبي للدراسة في الجامعة الأمريكية في دبي. في وقت لاحق، انتقل مع زوجته ماريا زاخارتشينكو إلى سان جان كاب فيرات في فرنسا لمواصلة دراسته في إمارة موناكو المجاورة للحصول على ماجستير إدارة الأعمال من جامعة موناكو الدولية.

## ردود الفعل
اكتسب فن بهنام بختيار شهرة من العديد من المجلات والصحف، لاسيما الجارديان،  تاتلر،  فانيتي فير  هاربرز بازار آرت  جي كيو.  وهافينغتون بوست. 

## معارض ومزادات مختارة
- إكستريميس، غاليري سيتاره (أكتوبر، نوفمبر 2019) [7]
- الفن الشرق الأوسطي الحديث والمعاصر، كريستيز، لندن (أكتوبر 2019) [8]
- الوحدة الكاملة مع جان كوكتو، سانتو سوسبير (سبتمبر 2018) [9]
- الوحدة الكاملة، غاليري ساتشي (مايو 2018) [10]
- غاليري ستاره، فن أبوظبي (نوفمبر 2017) [11]
- الذاكرة والمستقبل / المستقبل والذاكرة، صالة شيرين، مدينة نيويورك (أكتوبر 2016) [12]
- الذهب الأزرق، صالة اعتماد، طهران (أبريل 2016) [13]
- فن الشرق الأوسط الحديث والمعاصر، بونهام، لندن (نوفمبر 2017)[بحاجة لمصدر أفضل]
- الفن الشرق أوسطي المعاصر، مزادات Artnet (عبر الإنترنت، فبراير 2017)
- فن الشرق الأوسط المعاصر، كريستيز، دبي (مارس 2018) [14]